# اختيار الأغذية
هذا الموضوع هو موضوع بحث في مجال التغذية والعلوم الغذائية، وعلم النفس، والانثروبيولوجيا (علم الإنسان)، وعلم الاجتماع، وغيرها من فروع العلوم الطبيعية والاجتماعية. بل هو أيضاً فائدة علمية كبيرة لصناعة المواد الغذائية وخاصة المساعي التسويقية.
الطعم المفضل (Food choice) والإحساس سمات دليل اختيار الاغذية. العوامل الأخرى المشاركة في اختيار الأغذية تشمل التكلفة، والتوافر، والملائمة، والاستجابة للحمية المعرفية، والمعرفة الثقافية. بالإضافة إلى ذلك، العوامل البيئية وزيادة أحجام الحصص تلعب دوراً في الاختيار وكمية الأطعمة المستهلكة.

## الطعم المفضل
وجد الباحثون أن المستهلكين قد استشهدوا بالطعم كمحدد أساسي لاختيار الأغذية. ويعتقد أن الاختلافات الوراثية في القدرة على إدراك الطعم المر تلعب دورا في الاستعداد لأكل الخضروات ذات الطعم المر وفي تفضيل الطعم الحلو ومحتوى الدهون في الأطعمة. ما يقرب من 25% من سكان الولايات المتحدة هم ذواقين ممتازين و 50% هم متذوقين . وتشير الدراسات الوبائية أن غير الذواقين هم أكثر عرضة لتناول مجموعة متنوعة من الأطعمة ويملكون مؤشر كتلة الجسم مرتفع (BMI)، وهو مقياس للوزن بالكيلوغرام مقسوماً على الطول بالمتر المربع.

## العوامل البيئية
العديد من العوامل البيئية تؤثر على الخيارات الغذائية على الرغم من أن المستهلكين قد لايكونون يدركون آثارها (انظر الأكل الطائش). لا يمكن فقط تأثير وصف الأغذية ومعلومات البطاقة الغذائية على الإدراك الحسي والميول، ولكن يرتبط مع مستويات مختلفة من النشاط في الدماغ (أي التأثيرات من أعلى إلى أسفل). حتى لون الصحن تبين أنه يؤثر على الإدراك والميول.

## الاستجابة للحمية المعرفية
تشير الاستجابة للحمية المعرفية إلى حالة واحدة حيث يتم مراقبة ومحاولة تقييد الاستهلاك الغذائي من أجل الحصول أو الحفاظ على وزن الجسم المطلوب باستمرار. الاستراتيجيات التي تستخدمها أكلة الحمية تشمل خفض السعرات الحرارية وتقليل الأطعمة الدسمة بالإضافة لتقييد السعرات الحرارية المأخوذة بشكل عام. يتم تصنيف الأفراد كأكلة الحمية استناداً إلى الردود على استبيانات التحقق من الصحة مثل العوامل الثلاثة استبيان الأكل وجوانب الحمية من استبيان السلوك للأكل الهولندي. تشير الأبحاث الاخيرة أن الجمع بين الحمية وعدم الكبت أكثر دقة ويتوقع اختيار الأغذية من الحمية الغذائية وحدها. عدم الكبت هو عامل آخر للقياس من العوامل الثلاثة لاستبيان تناول الطعام. وتعكس النتيجة وجود اتجاه نحو الافراط في تناول الطعام. الاهداف السامية الفردية على جوانب عدم الكبت للأكل ردأً على المشاعر السلبية، النهم عند الأكل مع الآخرين، وعند وجود الأطعمة اللذيذة أو في حالة الاسترخاء.

## نصائح الخبراء
في عام 2010، ولأول مرة، المبادئ التوجيهية الغذائية للأمريكيين (DGA) سلطت الضوء على دور البيئة الغذائية في الخيارات الغذائية الأمريكية وأوصت التغيرات في البيئة الغذائية بدعم تعديل السلوك الفردي. تأثير العوامل البيئية وغيرها من العوامل الدقيقة زادت من فوائد استخدام مبادئ الاقتصاد السلوكي لتغيير السلوكيات الغذائية.

## التأثيرات الاجتماعية
يتأثر أكل العديد من الناس بأكل الأشخاص الآخرين وكم مرة يأكلون معاً. تأثير العائلة على السلوكيات الغذائية يمكن أن يكون ثنائي الاتجاه، على سبيل المثال، الوالدان يشترون ويحضرون الطعام، ولكن يتأثرون بخيارات أبنائهم.
الأعراف الاجتماعية المدركة تؤثر في سلوك المستهلكين تجاه الخيارات الغذائية.

## الاختلافات بين الجنسين
عندما يتعلق الامر في اختيار الطعام، النساء أكثر عرضة من الرجال لاختيار واستهلاك الاطعمة على أساس المخاوف الصحية أو محتويات الاغذية. أحد التفسيرات المحتملة لهذا الفرق الملحوظ هو أن النساء تكون أكثر قلقاً مع قضايا وزن الجسم عند اختيار أنواع معينة من الأطعمة. قد يكون هناك علاقة عكسية، الفتيات المراهقات لوحظ أنهن يملكن مآخذ أقل من الفيتامينات والمعادن وتناول أقل للفواكه والخضار ومنتجات الألبان من المراهقين الذكور.

## اختلافات العمر
عبر العمر، يمكن ملاحظة عادات الأكل المختلفة استناداً إلى الوضع الاجتماعي والاقتصادي، وظروف القوى العاملة، والكفالة المالية، وتمييز الطعم وسط عوامل أخرى. استجاب جزء كبير من البالغين في منتصف العمر وكبار السن لاختيار الأغذية بسبب المخاوف المتعلقة بوزن الجسم وأمراض القلب، في حين أن المراهقين يختارون الطعام دون النظر إلى تأثير ذلك على صحتهم. الراحة، الطلب للغذاء (الطعم والمظهر)، والجوع والرغبة الشديدة للأكل وجدت لتكون أعظم محددات اختيار الأغذية للمراهقين. اختيار الأغذية يمكن أن تتغير من سن مبكر إلى سن النضوج نتيجة لتطور مذاق الحنك، والدخل، والمخاوف بشأن الصحة والعافية.

## الوضع الاجتماعي والاقتصادي
يؤثر الدخل ومستوى التعليم على اختيار الأغذية من خلال توافر الموارد لشراء أغذية أعلى جودة ووعي للبدائل الغذائية. النظام الغذائي قد يختلف اعتماداً على توافر الدخل الكافي لشراء أطعمة أكثر صحة، وغنية بالمغذيات. بالنسبة للأسرة ذات الدخل المنخفض، السعر يلعب دوراً أكبر من الطعم والجودة في ما إذا كان الطعام يمكن شراؤه. هذا قد يفسر جزئياً انخفاض معدل العمر المتوقع للفئات ذات الدخل المنخفض. وبالمثل، فإن مستويات أعلى من التعليم تعادل ارتفاع سقف التوقعات من الأغذية الوظيفية وتجنب المضافات الغذائية. بالمقارنة مع الأطعمة التقليدية، الأغذية العضوية أكثر تكلفة ووصول الناس إليها محدود في حال الدخل المنخفض. مجموعة الأغذية المتنوعة الموجودة في المخازن المجاورة قد تؤثر أيضاً على النظام الغذائي («صحاري الطعام»).

## وصلات خارجية
- Society for the Study of Ingestive Behavior (SSIB)